# Samba-rock
Samba-rock é nome dado  a um estilo de dança e a um gênero musical que funde samba com rock, soul e funk, ambos com origens na década de 1950. Como gênero musical, o gênero teve mais destaque nas décadas de 1960 e 1970. Podem ser citados como principais expoentes do estilo Jorge Ben Jor, Erasmo Carlos, Bedeu, Bebeto, Trio Mocotó e o Clube do Balanço. A dança une os movimentos do rockabilly com o gingado brasileiro de se dançar samba. Nasceu ao som dos primeiros DJs, depois, das equipes de som.
Em 1978, foi lançada a primeira coletânea contendo músicas tocadas nos bailes de samba-rock, Samba Rock - o Som dos Blacks e deu início a uma nova era. Continha vários sucessos de bailes da época facilitando o acesso a essas músicas, que até então eram músicas fora de catálogo e difíceis de se encontrar. O surgimento das coletâneas acabou ajudando a difundir o samba-rock ainda mais.

## Fusão de ritmos
Na virada dos anos 1960 para os 1970, o Brasil testemunhou a definição de um novo gênero musical, a partir da fusão das bases rítmicas e temáticas do samba com um discurso e uma musicalidade absorvidos diretamente da música negra americana. Já há algum tempo, músicos oriundos de diversas tendências, conectados com as influências da cultura internacional, dialogavam, criando novos ritmos a partir da fusão da matriz comum do arquigênero do samba com o jazz, o rock e a soul music Paralelamente a este cenário musical, novas experimentações interpretativas eram desenvolvidas em São Paulo por negros das periferias, que criaram os primeiros passos de uma dança que misturava influências coreográficas do rockabilly americano (derivado do lindy hop) à marcação do samba. A esta nova dança convencionou-se chamar samba-rock, que acabou por definir também uma nova maneira de se fazer música, um novo gênero musical.
Tecnicamente, nas composições de samba-rock, é feito um deslocamento da acentuação rítmica, cujo compasso binário de samba (2/4) é adaptado ao compasso quaternário (4/4) do rock e da soul music, utilizando, ainda, naipes de metais importados dos grupos de soul e funk americanos.
| “ | Quando eu inventei essa batida, chamava de sacundin sacunden, depois, na época da Jovem Guarda, virou jovem samba, e, mais tarde, sambalanço. | ” |
|   | |   |

| “ | "Falando sobre meu estilo musical, quando eu comecei existia o chamado "esquema novo". O meu primeiro disco foi gravado com uma banda de jazz porque o próprio pessoal do samba não tinha leitura dele. E uma banda de jazz conseguiu fazer uma leitura dele (do tipo de samba), do meu primeiro trabalho. Depois eu passei por várias fases. Houve a fase do rock na Jovem Guarda, e depois uma fase diferente com o tropicalismo todo. E a mistura com o samba carioca (do Rio de Janeiro), o maracatu de Recife e o afoxé da Bahia. | ” |
|   | |   |

Estruturalmente, é a denominação dada ao samba interpretado à base de guitarra, no estilo popularizado por vários artistas, cujo ícone foi Jorge Ben. embora o mesmo não goste do termo. Em várias regiões do país, artistas desenvolviam paralelamente músicas dentro do conceito da mistura do samba com o rock e com o soul. Em Porto Alegre costumava-se chamar de suíngue; samba-rock era mais utilizado em São Paulo e, no Rio de Janeiro, expressões como sambalanço e, posteriormente, samba-soul eram mais recorrentes. Apesar dos sotaques musicais diferentes, a matriz da fusão era sempre mantida, com a modulação rítmica clássica do rock and roll, composta por bateria, baixo, guitarra e teclados, articulada à levada do samba através do violão, da cuíca, do pandeiro e da timbal.
| “                                       | Na Europa só querem saber disso. Os DJs ficam loucos - dizem que temos muito groove. Mas o que chamam hoje de groove nós chamávamos de suingue. | ” |
| — João Parahyba, membro do Trio Mocotó, | |   |

## Década de 1950
Na década de 1950, com a chegada do rock and roll e do rockabilly, surgiu bailes em São Paulo, por conta do ecletismo na seleção musical, ficaram conhecidos como bailes de samba-rock. Artistas como Djalma de Andrade, mais conhecido como Bola Sete, Waldir Calmon e o conjunto Bolão e Seus Roquetes, já faziam fusões de samba com o rock sendo tocados nos primeiros bailes de São Paulo.

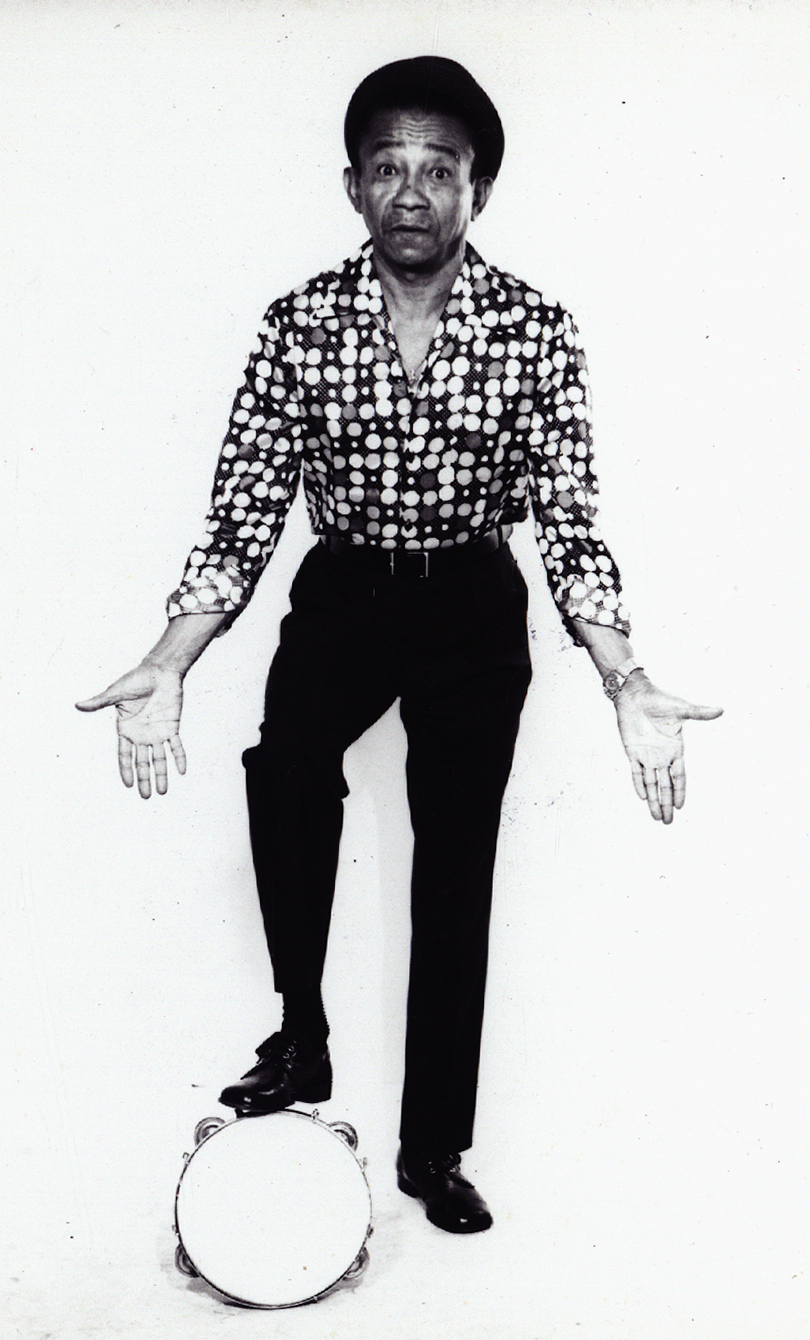
Jackson do Pandeiro

Em 1959, Jackson do Pandeiro gravou Chiclete com Banana,  de Gordurinha e Almira Castilho, esposa de Jackson, uma composição que fazia uma alusão crítica à invasão americana na música brasileira, em 1959. A canção é classificada como samba-coco.

## Década de 1960

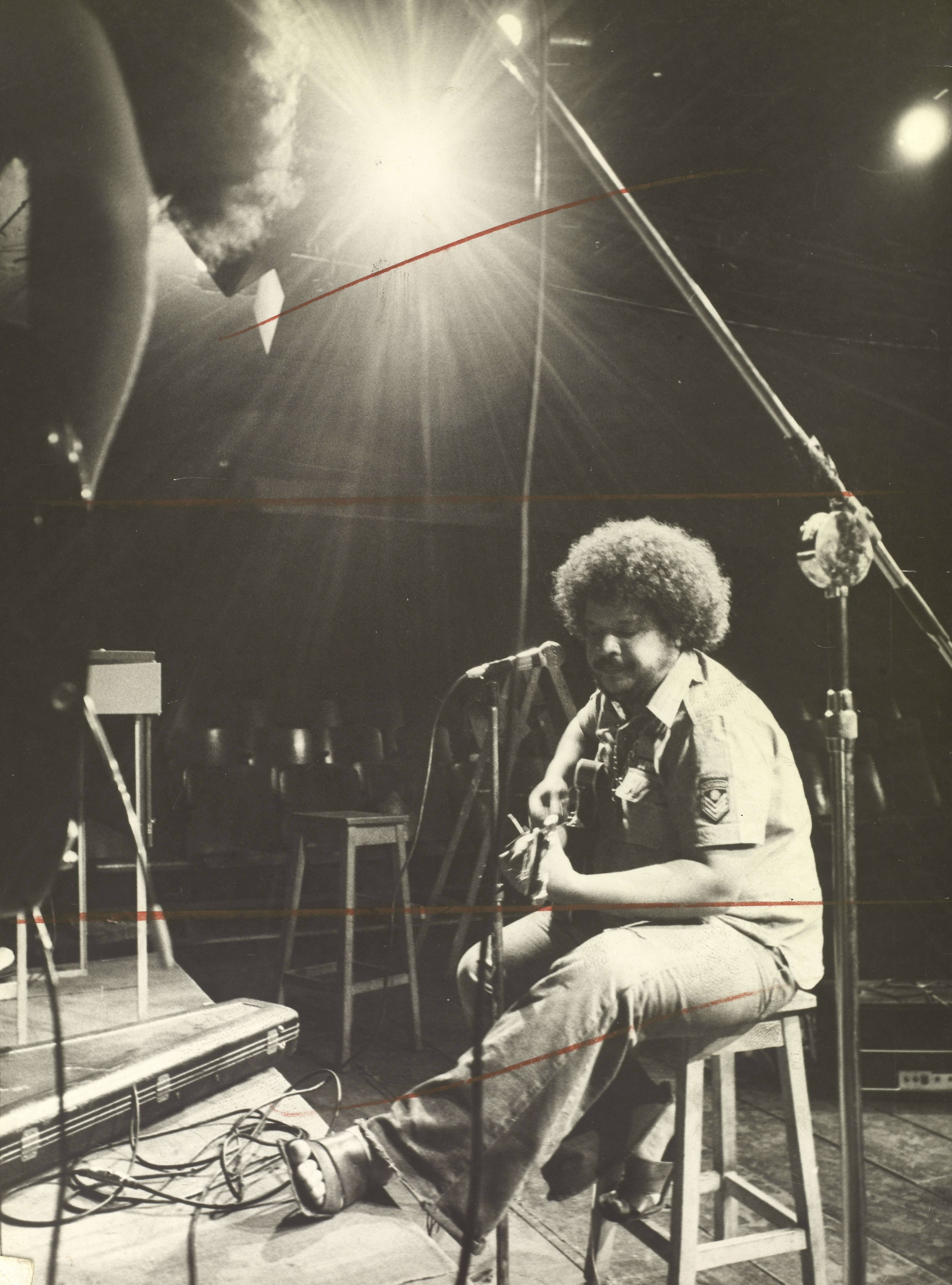
Tim Maia no Teatro Opinião, janeiro de 1972

Wilson Simonal, 1969

Os Mutantes.

Erasmo Carlos

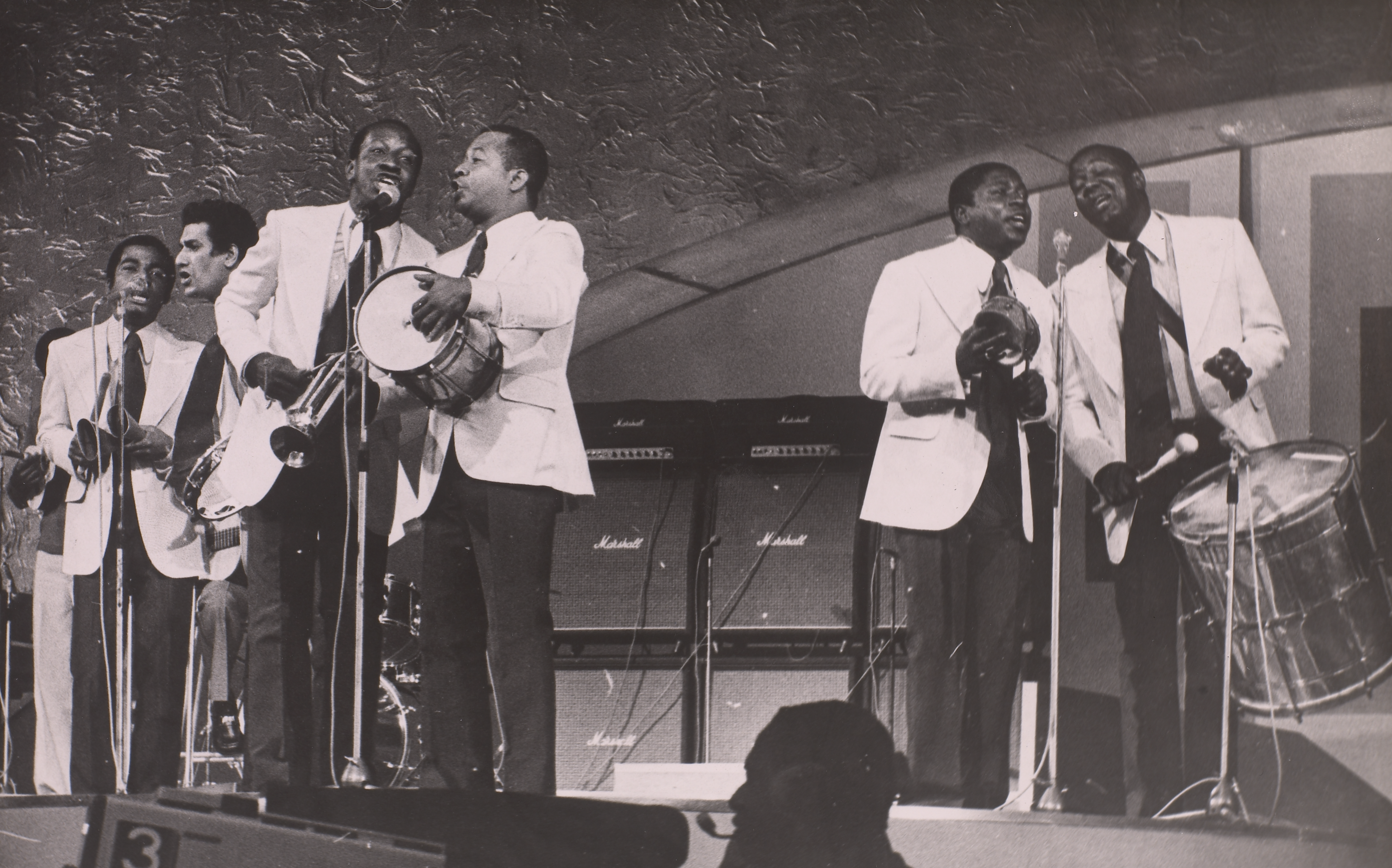
Os Originais do Samba, setembro de 1972

O desenvolvimento do sambalanço se deu a partir do crescimento vertical da população urbana e da multiplicação de casas noturnas frequentadas por plateias de média e alta classe. Em contraponto aos minúsculos palcos da bossa nova do Beco das Garrafas onde a música era para ser ouvida e mal havia espaço para a prática da dança de salão. Surgiam grandes boates, que serviram de palco para a definição destes novos gêneros, com uma maior separação da bossa nova, a partir da atuação do organista Ed Lincoln, do violão sincopado de Durval Ferreira, o rei dos bailes, e de Orlandivo (chamado de o "sambista da chave", por utilizar um chaveiro como acompanhamento percussivo), entre outros, que criaram o chamado sambalanço. Todos estes músicos conviviam e apresentavam-se no Beco das Garrafas, onde também tocava J.T. Meirelles, instrumentista considerado o criador do samba-jazz. Junto com seu conjunto Copa 5, praticava um estilo musical com influências do bebop de Sonny Rollins e do cool jazz de Stan Getz, mesclados aos ritmos do samba.
J.T. Meirelles fez os arranjos e tocou nos primeiros discos de um jovem cantor do Beco das Garrafas, ainda desconhecido, que dava os primeiros passos de sua carreira como crooner: Jorge Ben, tocando um misto samba-enredo, bossa nova, baião e rock, Jorge Ben costumava apresentar-se em festinhas de amigos, até começar a cantar profissionalmente. Em 1963, foi contratado pela gravadora Philips, lançando seu primeiro 78 rpm 14, que obteve grande êxito. Também naquele ano foram lançados o primeiro LP, Samba Esquema Novo, companhado pelo conjunto de samba jazz Meirelles e os Copa Cinco e o segundo, Sacudin Ben Samba, também de bastante sucesso. Autodidata, Ben não conseguia imitar a técnica refinada dos músicos da bossa-nova, e acabou desenvolvendo uma maneira original de tocar violão, a partir de uma batida inusitada que misturava o rock, o sambalanço de Orlandivo. e o estilo intimista do seu ídolo, João Gilberto. Em 1966, Roberto e Erasmo compuseram Toque o Balanço, um sambalanço gravado por Elza Soares.
Jorge Ben se apresentava tanto em O Fino da Bossa (apresentado por Elis Regina e Jair Rodrigues), programa ligado a música brasileira tradicional, quanto no Jovem Guarda, programa de música jovem, após um ultimato da produção de O Fino da Bossa, preferiu participar apenas do Jovem Guarda, embora ambos fossem exibidos pela Rede Record, havia um preconceito por parte dos artistas da MPB com a Jovem Guarda, a ponto de ocorrer a Marcha contra a Guitarra Elétrica, tempo depois, Elis Regina gravaria canções de Jorge, Roberto e Erasmo. Em 1967, Jorge Ben lança O Bidú: Silêncio no Brooklin, trazendo uma parceira com Erasmo em Menina Gata Augusta, o título remete ao bairro paulista onde Jorge e Erasmo dividiram um apartamento, a banda The Fevers gravou o instrumental do álbum, Jorge define o estilo do álbum como jovem samba, no ano seguinte, Jorge saiu do Jovem Guarda (que também terminaria naquele mesmo ano) e integrou, o Divino, Maravilhoso da TV Tupi, apresentado por Caetano Veloso e Gilberto Gil, ambos fundariam a Tropicália, movimento que misturava a música brasileira com as guitarras do rock psicodélico, a banda Os Mutantes, também ligada ao tropicalismo, grava de A Minha Menina de Jorge em seu disco de estreia, Roberto Carlos lança O Inimitável, notadamente influenciado pela soul music em faixas como Se Você Pensa e Ciúme de Você, em 1969,essa última, foi composta por Luiz Ayrão como um samba-rock inspirado em Jorge Ben. Erasmo grava seu primeiro samba-rock, Coqueiro verde, embora a autoria seja atribuída como uma parceria com Roberto, foi composta apenas por ele.
Tim Maia volta dos Estados Unidos trazendo influencias do soul e do funk, Maia é gravado por Eduardo Araújo no álbum  A Onda é Boogaloo (1968), Erasmo Carlos, Roberto Carlos e Elis Regina, após alguns compactos, grava seu primeiro álbum primeiro álbum em 1970, apesar de trazer os ritmos importados, Maia também faz fusões com samba, baião, xote e bossa nova, gravando com a banda Os Diagonais, composta por Genival Cassiano, seu irmão Camarão e Amaro. Outro artista conhecido pelas fusões rítmicas foi Wilson Simonal, na década de 1950, era apresentado por Carlos Imperial como o Harry Belafonte brasileiro, uma referência ao cantor americano de calypso, um estilo afro-caribenho, na década de 1960, cantava samba, bossa nova e jazz, até que enveredou pelo estilo conhecido como Pilantragem, um misto de rock, soul e samba, Simonal também gravaria vária canções de Jorge Ben, e excursionaria pelo funk. O grupo de samba Os Originais do Samba gravou canções de Jorge Ben como Cadê Tereza (1969) e Tenha Fé Pois Amanhã Um Lindo Dia Vai Nascer (1971), o grupo também ficou notório por ter revelado Antônio Carlos Bernardes Gomes, o Mussum, que também integraria o humorístico Os Trapalhões.

## Década de 1970

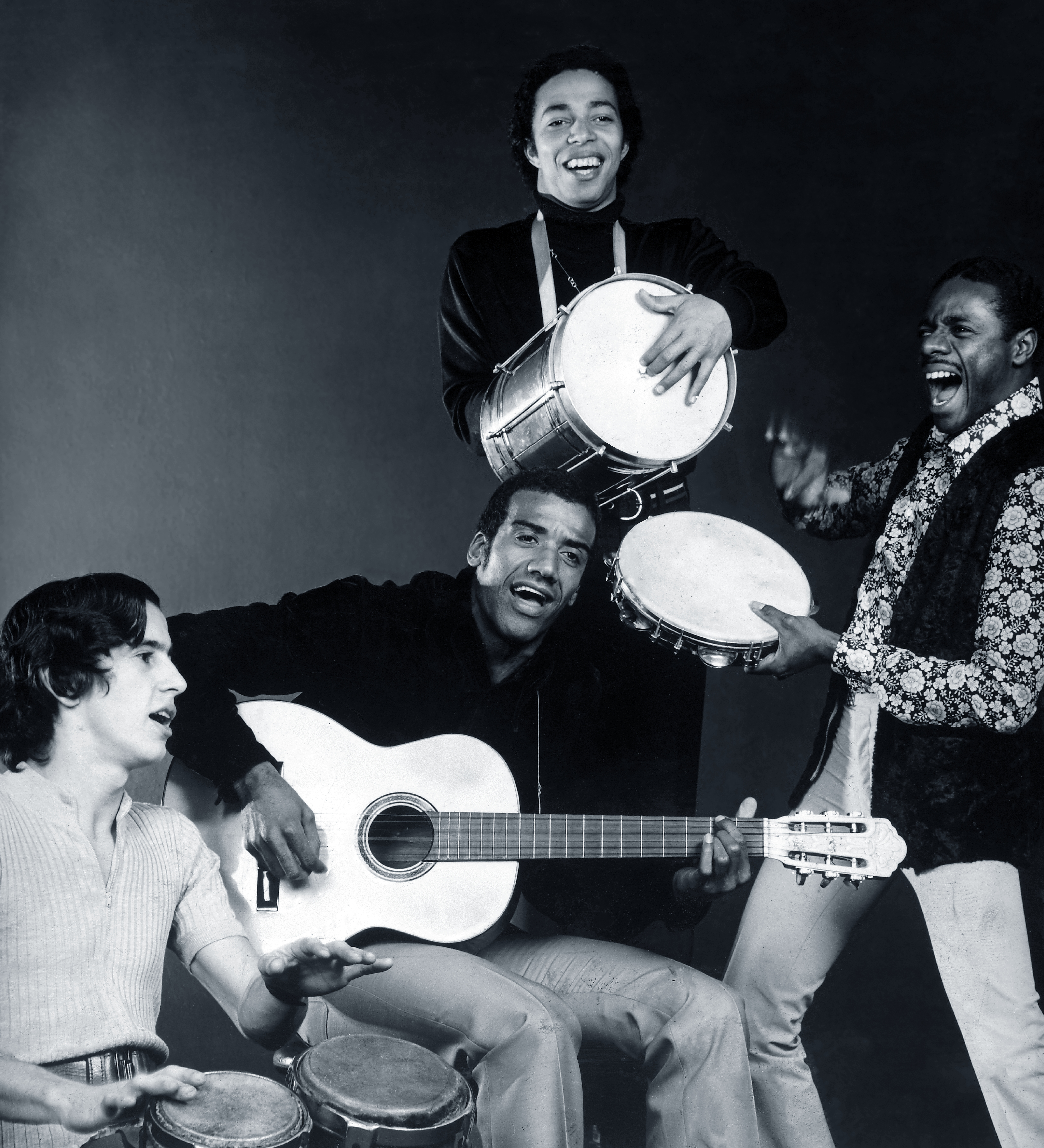
Jorge Ben e o Trio Mocotó, no Teatro da Lagoa, 1971

Em 1970, Jorge Ben se une ao Trio Mocotó, em 1971, o grupo lança Muita Zorra, LP com hits do samba-rock e 2 canções de Roberto e Erasmo Carlos (Coqueiro Verde e O Sorriso de Narinha, composta especialmente para a banda), no mesmo ano, o maestro Érlon Chaves e a banda Veneno defendem uma canção de Jorge no  V Festival Internacional da Canção, da Rede Globo,  Eu Quero Mocotó. Ao lado do Trio Ternura, Toni Tornado se apresentaria defendeu a canção BR-3, vencedora do festival, assim como Tim Maia, Tornado havia morado um tempo nos Estados Unidos e também trazia influencia de soul e funk. Em 1971, Dom Salvador lidera o grupo Abolição, fazendo fusões de soul, funk, samba e baião, no mesmo ano, participa da gravação de Jesus Cristo, canção religiosa de Roberto Carlos com forte influência da soul music.
A soul music também estaria presente nos trabalhos do Trio Esperança e de Miguel de Deus, ex-membro do grupo tropicalista Os Brazões.

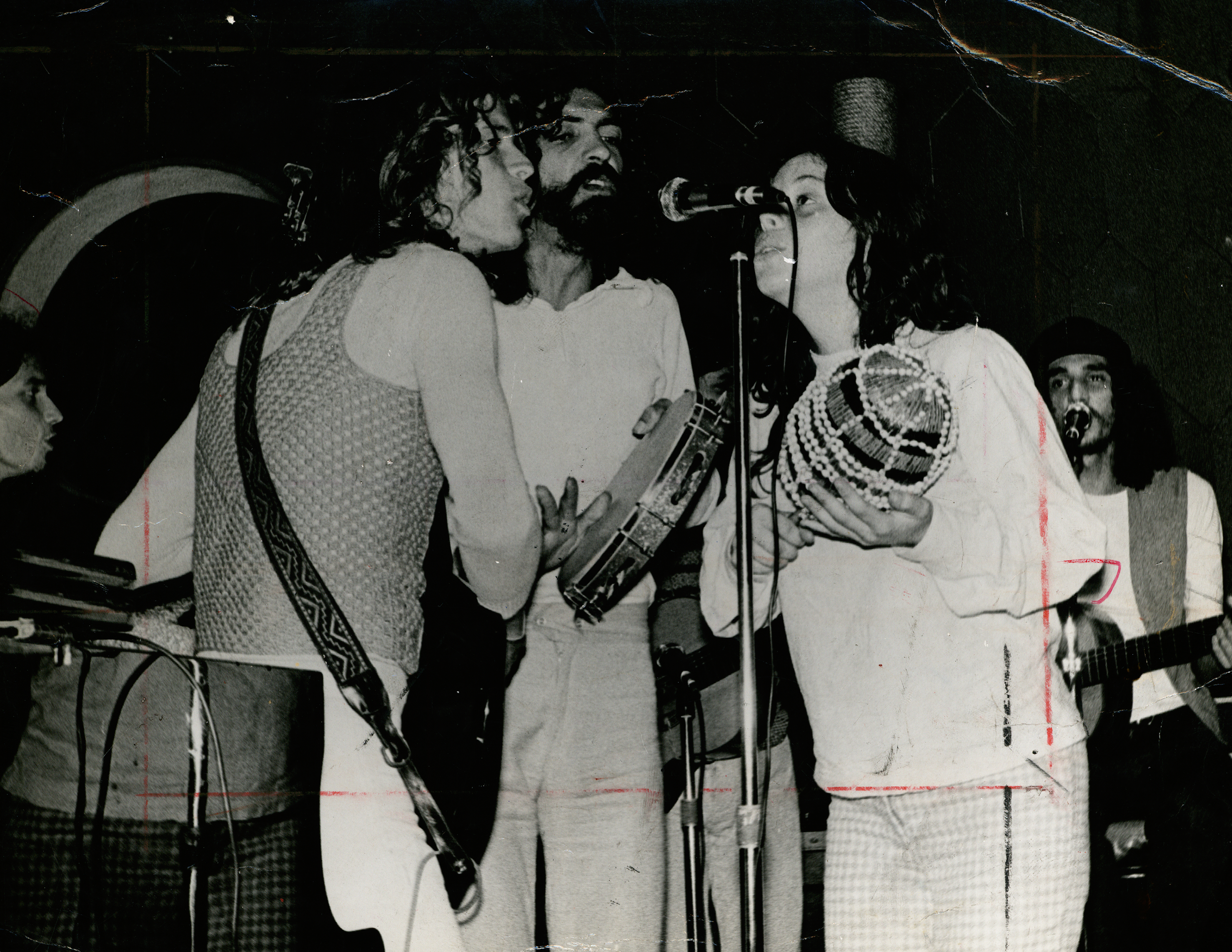
Os Novos Baianos, agosto de 1972

Na década de 1970, outras experiências foram feitas, em 1972, o grupo Novos Baianos lançou o elogiado álbum Acabou Chorare, promovendo uma fusão de samba, baião, rock psicodélico, ironicamente, por sugestão de João Gilberto, o disco abre com uma versão de Brasil Pandeiro de Assis Valente. Em 1974, com o nome de Julinho da Adelaide, Chico Buarque lançou uma canção que mesclava rock com samba, Jorge Maravilha, em 1976, a banda Lee Jackson gravou covers de clássicos do rock em ritmo de samba.
A disco music, também importada dos Estados Unidos e feita para as pistas dos clubes, encontrou solo frutífero no Brasil. Mesclando ingredientes do soul, do funk e da música latina, a disco abriu caminho para o sucesso do gênero e para a febre da discoteca, que se espalhou por todo o mundo. A diva disco brasileira foi a paulistana Lady Zu (Zuleide Santos da Silva), que estourou com a música A Noite Vai Chegar (Philips), em 1977, vendendo milhares de cópias. Zu também foi adepta das fusões e em Hora de União,onde cada que "é a vez do samba-soul". Tim Maia também se lança no gênero lançando Tim Maia Disco Club, acompanhado pela Banda Black Rio, o álbum traz um dos maiores sucessos do cantor, a canção Sossego.
Segundo Tim Maiaː 
| “           | Foram os mulatos que descobriram o lance das discotecas, e estão dominando o grande mercado de discos de toda a América, depois de fazerem uma mesclagem. Importaram sons africanos, latinos, a cuíca, o agogô, o berimbau — e o brasileiro babaca nem se tocou. “som mesclado de origem africana, cubana, brasileira, pois Rio de Janeiro é Angola e Angola é Rio de Janeiro” | ” |
| — Tim Maia, | |   |

Apesar de algumas adesões, o gênero é acusado de ofuscar o trabalho de artistas do samba-rock e do funk brasileiro:
| “                | Fomos engolidos pela febre da discoteca. No começo dos anos 70 tinha música ao vivo em todos os lugares, e eram grandes bandas tocando - Tamba Trio, Banda Black Rio, todo mundo fazendo música para dançar ao vivo. Daí chegou a discoteca, tudo mecânico, não precisava mais de bandas... o suingue saiu de moda. Tanto saiu que quando voltamos a tocar, ninguém mais tinha a mínima referência sobre o Trio Mocotó. Achavam que éramos um grupo de forró. | ” |
| — João Parahyba, | |   |

| “                    | Estava tudo bem nos anos 1970, até que veio o Travolta com aquele piripipi da discoteque. Os bailes soul acabaram, a black music acabou, e, com ela, eu também. | ” |
| — Gerson King Combo, | |   |

## Música, dança e movimento social

### A tradição dos bailes em São Paulo e os primeirosDJs
Na década de 1950, os melhores salões de baile espalhavam-se pelo centro e pela zona sul paulista. Animados por grandes orquestras famosas, o alto preço dos ingressos e o preconceito racial vetava o acesso de um público negro a esses bailes. Nesta época, já existiam os equipamentos de som Hi-Fi, e o preço dos discos também se tornava um pouco mais acessível. Frustrado como tantos outros por não poder frequentar os grandes salões, em 1959, Osvaldo Pereira, técnico eletrônico e vendedor de discos, construiu um sistema de som com pouco mais de cem watts de potência e decidiu organizar e sustentar um baile em um salão chique da cidade, mas sem uma orquestra. Assim criou a Orquestra Invisível Let’s Dance, e tornou-se o primeiro DJ do Brasil de que se tem registro.

### O surgimento das equipes
Cada vez atingindo um público maior, inclusive em outros estados, estas festas foram profissionalizando-se e, em meados dos anos 1970, surgiram as grandes equipes de som (ou equipes de baile, como se chamavam em São Paulo) como as paulistas Zimbabwe e Chic Show.
No Rio de Janeiro, foram criadas, entre outras, a Soul Grand Prix de Dom Filó, Cash Box e a Furacão 2000. As equipes investiam em sonorização e divulgação, introduzindo novas músicas nos bailes, e até mesmo organizando grandes shows com artistas famosos, em noites que chegavam a reunir 80 mil pessoas. Os bailes black foram os responsáveis pela aplicação direta dos ideais do black power na vida cotidiana de milhares de jovens negros das cidades brasileiras. Era a representação de toda uma cultura musical negra paralela que não chegava à grande mídia, e que passou, a partir daquele momento, a infiltrar-se no gosto do público consumidor brasileiro.
A mobilização em torno da conscientização racial camuflada de diversão acabou por configurar um movimento, atraindo os holofotes da mídia. A imprensa, percebendo o efervescente movimento que mobilizava milhares de jovens pobres e negros, batizou o fenômeno de Black Rio. As festas no subúrbio e na zona sul foram responsáveis pelo enorme índice de venda de discos black, superando, inclusive, o rock dos Rolling Stones ou do Led Zeppelin. Os frequentadores destas festas eram vistos como um enorme mercado em potencial. Inicialmente, foram lançadas coletâneas com os principais sucessos dos bailes (muitas delas eram assinadas pelas equipes de som e pelos DJs de maior prestígio como Tony Hits) e novos artistas nacionais que cantavam soul music começaram a surgir, como a Banda Black Rio, formada por membros do grupo Abolição, a banda foi criada por encomenda pela gravadora WEA em 77, que aprofundou as experimentações sonoras em torno de um som instrumental que mesclava o samba ao funk americano. O ritmo atingiu o auge nas décadas de 1970 e 1980, nos bailes black da periferia. Em São Paulo, os bailes de periferia também ferviam ao som do samba-rock, de nomes como o Trio Mocotó (que originalmente acompanhava Jorge Ben Jor), Copa 7, Luís Vagner (que foi do grupo de iê-iê-iê Os Brasas, homenageado por Ben Jor na canção Luiz Vagner Guitarreiro) e Branca di Neve (morto em 1989).
Atingiu sua maior força com os compositores Bebeto, Bedeu e Luís Vagner, que podem ser considerados os verdadeiros representantes dessa música. Bebeto misturou ao som, influencias de Beatles e Trini Lopez. Na década de 1980, Vagner adicionou o reggae jamaicano na sua mistura rítmica.

### A decadência dos grandes bailes
Sofrendo inúmeras críticas, o movimento black foi arrefecendo. Em meio à ditadura brasileira, com seu projeto de integração nacional, o discurso oficial não podia conceber a ideia de um negro brasileiro com identidade cultural e questões sociais próprias. A repressão implementada pelo regime militar vigente no país - que via, nos grandes bailes de negros da periferia, uma possibilidade de subversão - o boom da discoteca e a afirmação dos grandes nomes da MPB (como supostamente autênticos representantes da cultura popular) transformaram o mercado musical brasileiro. A MPB veio ocupar o espaço na indústria fonográfica antes destinado ao soul e ao samba-rock, contribuindo para o declínio do movimento musical black brasileiro no começo dos anos 1980.
O samba-rock passou as décadas de 1980 e 1990 praticamente fora da mídia, mas nunca desapareceu. Estava presente nos bailes nas periferias. Na periferia de São Paulo, ao longo dos anos 1990, os bailes continuavam tocando as velhas músicas, que apareciam aqui e ali em coletâneas piratas vendidas em lojas do centro da cidade. O samba-rock exerceu influencia em artistas do pagode como Só Pra Contrariar, Art Popular (na canção Agamamou), Molejo (Samba Rock do Molejão) e Waguinho (com a regravação de Kid Brilhantina de Bedeu). O samba-rock também pode ser rastreado em artistas distintos como a cantora carioca Fernanda Abreu, o cantor Lulu Santos, a banda Os Paralamas do Sucesso, a banda de manguebeat Mundo Livre S/A, a banda mineira Skank, a banda carioca Pedro Luís e a Parede  e a banda de rock gaúcho Ultramen.

### Revival
A partir de 2000, o samba-rock voltou à mídia e ganhou novos públicos dentro dos circuitos universitários. O DJ Alex Cecci levou o samba-rock para as boates. Também nessa época, artistas como Seu Jorge, Clube do Balanço, Farufyno,  Sambasonics, Paula Lima, Max de Castro e Wilson Simoninha (filhos de Wilson Simonal), João Sabiá, Rogê Fino Coletivo e Funk Como Le Gusta ajudaram a renovar o gênero. A gravadora Universal Music Group, através de um projeto de Charles Gavin relançou 4 álbuns de Jorge Ben Jor.

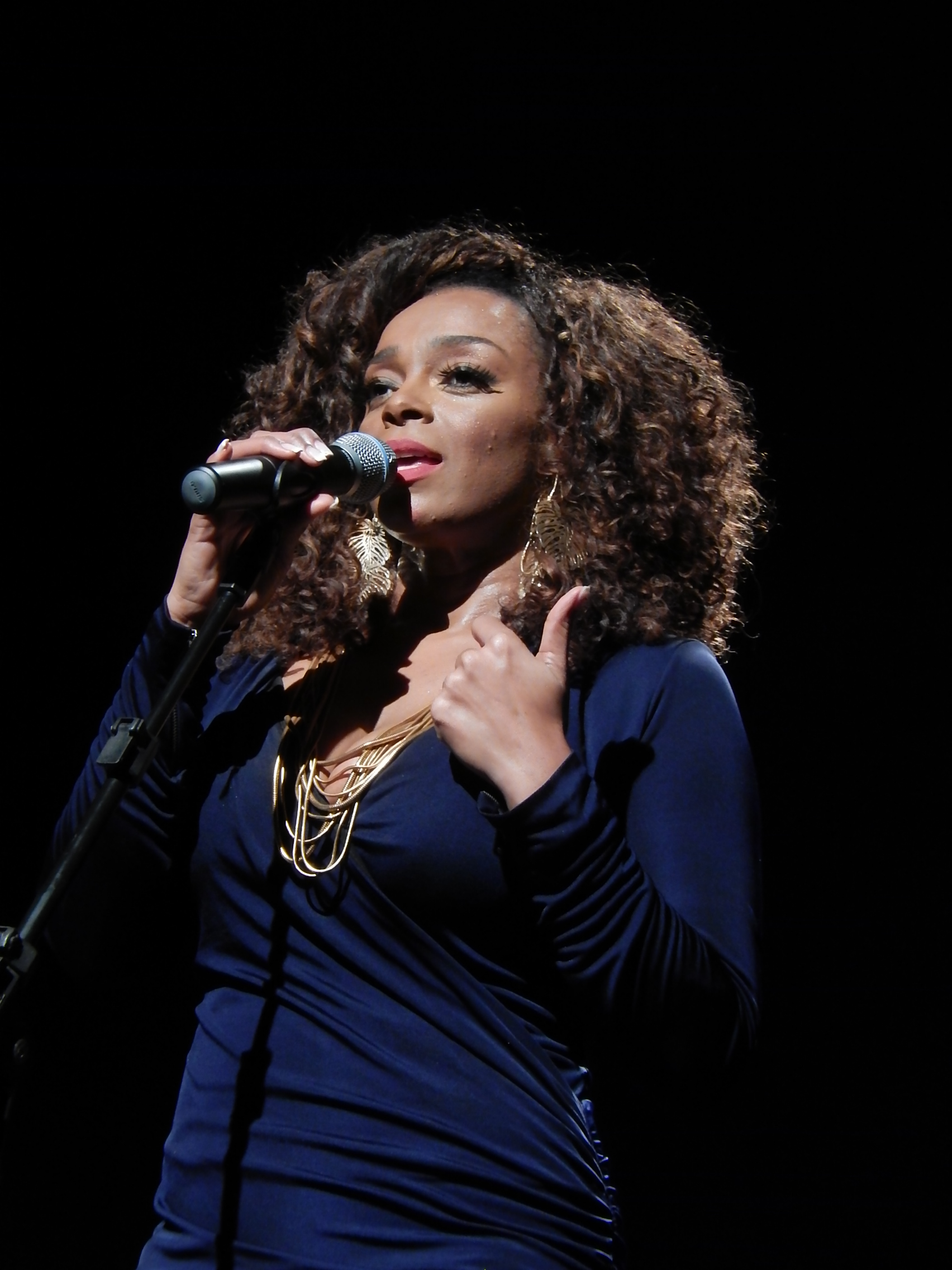
Paula Lima em show no MIS, junho de 2004
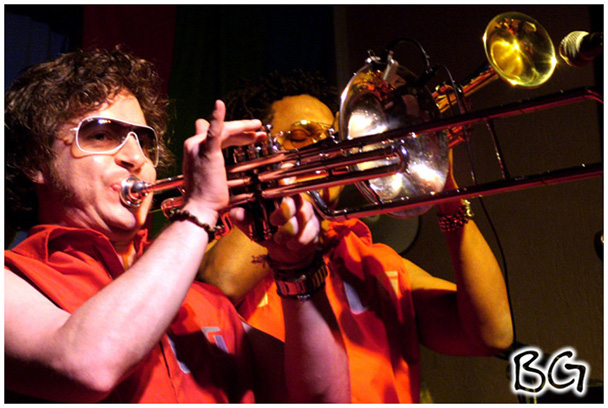
Funk Como Le Gusta em 2007
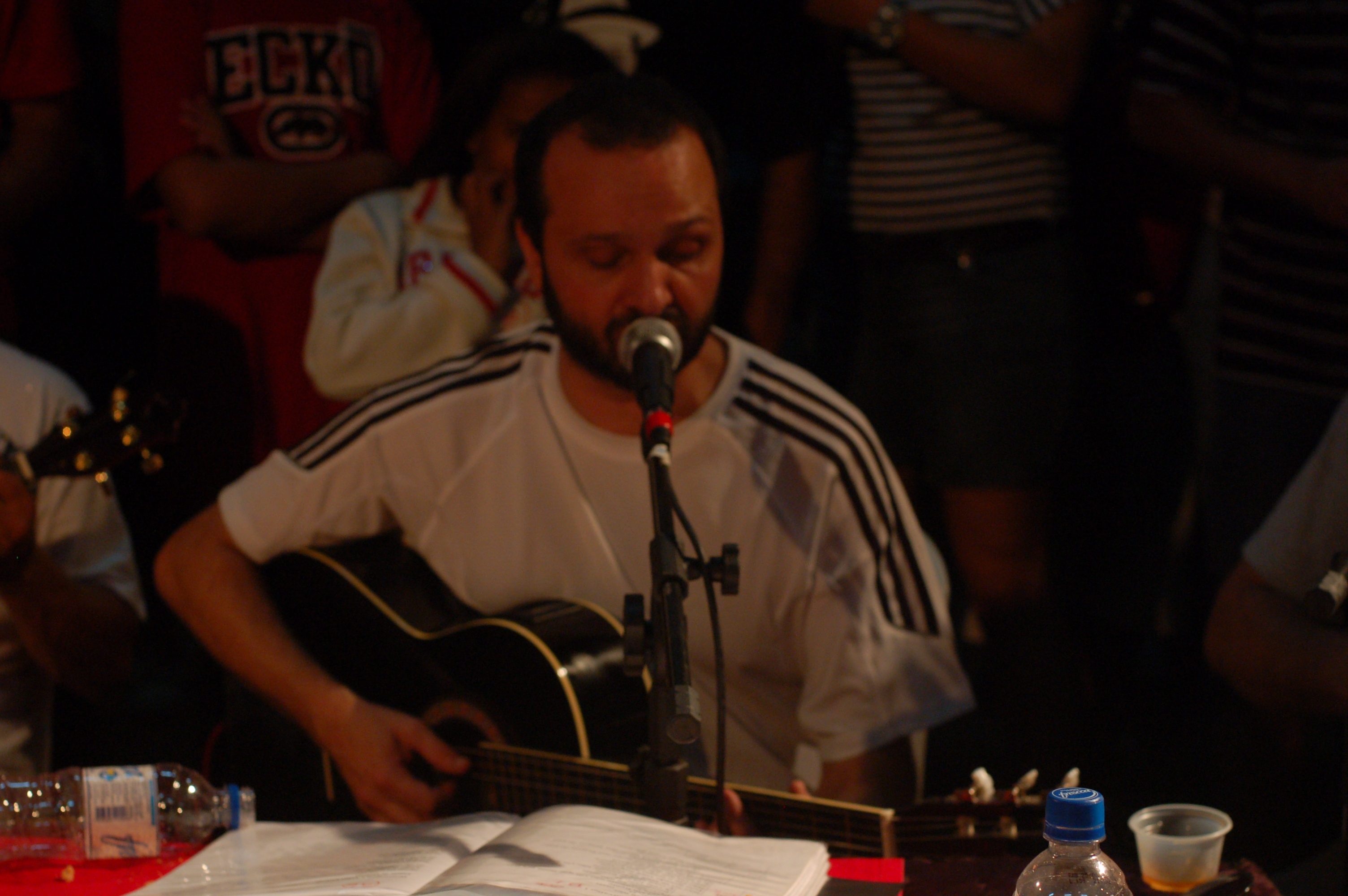
Marco Mattoli, ex-líder do Clube do Balanço em 2009
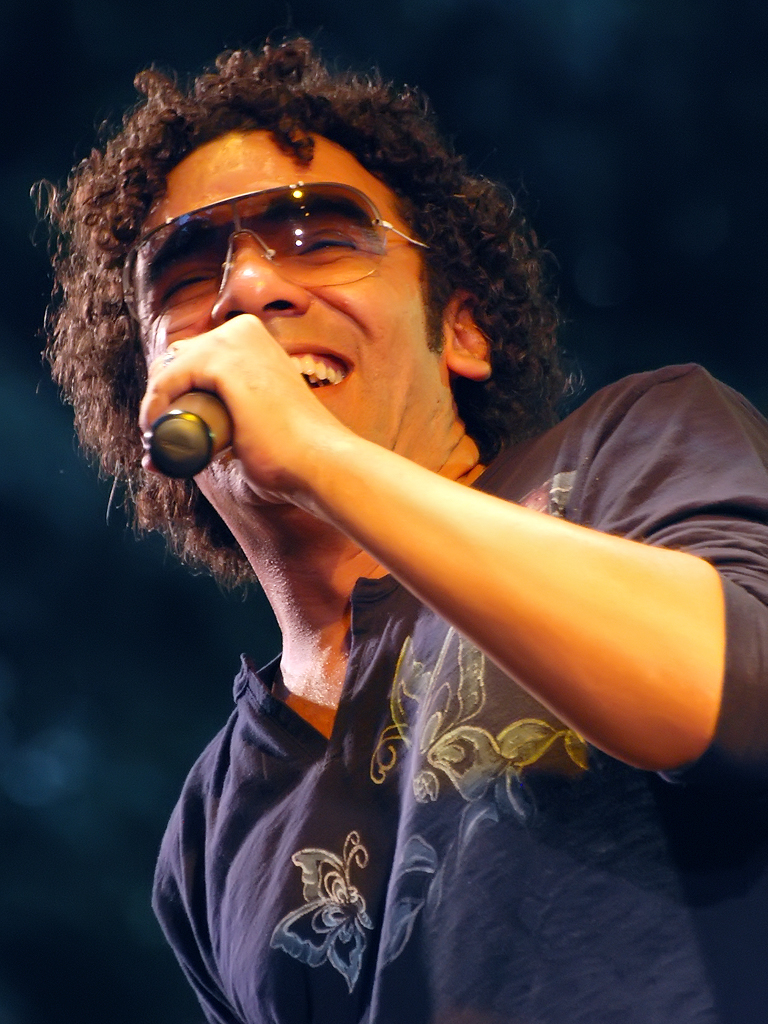
Wilson Simoninha em 2008
Max de Castro em 2008
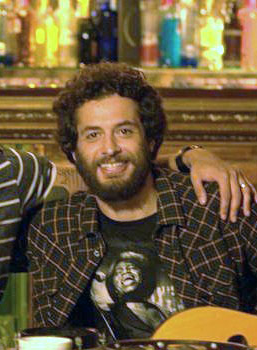
João Sabiá em 2014.

Em meados da década de 2000 e início da década de 2010 surgem grupos denominados como rock-samba, que assim como o Lee Jackson fez na década de 1970, tocam versões covers de canções de rock em ritmo de samba, tais como Sambô, Bamboa, o bloco Sargento Pimenta, Oba Oba Samba House,  entre outros.
Em 2014, Alexandre Carlo, vocalista da banda de reggae Natiruts, lançou o seu primeiro álbum solo, Quartz, inspirado no soul e samba-rock.
Em 2016, o grupo Sambô se aproximou do gênero gravando com Wilson Simoninha canções de Jorge Ben Jor e Tim Maia.
O cantor e compositor Armandinho, também associado ao reggae, gravou duas canções com influência do samba-rock: Menina do Verão (2016), gravada com Bebeto e Mas Eu Gosto Dela (2021).

### Uma nova identidade oriunda da mistura
Cruzando – nos dois sentidos – a linha divisória entre samba e rock, a evolução deste novo gênero pode ser considerada como uma fase de transição e renovação do samba. A criação do samba-rock foi uma estratégia de interação entre grupos sociais populares e novas tendências culturais globais, e sua apropriação foi gerada a partir de uma reestruturação das recepções, com a negociação criativa entre o local e o estrangeiro, refletindo novas tendências nas condições de reconhecimento por parte de um novo público negro jovem, que buscava a definição de suas identidades diante deste contexto de mundialização cultural.

## O futuro
As equipes de samba-rock (grupos de dançarinos amadores e profissionais que ensaiam coreografias juntos) são a vanguarda do movimento. É no seio dessas iniciativas que surgem os novos passos, transições, variações, é ali que o samba-rock como dança se renova constantemente. São muitas as equipes espalhadas por todo o estado. Entre as mais tradicionais, estão a Discípulos de Jorge Ben Jor (São Paulo) e Sambarockano (Guarulhos). Em 2014, a Equipe Toque Final (São Paulo) venceu uma competição internacional de dança em Buenos Aires, levando o nome do samba-rock para fora do país. São a forma mais pura de resistência cultural visível dentro do movimento do samba-rock haja vista que não recebem qualquer incentivo financeiro.
Existem também Profissionais renomados que levam a cultura samba-rock à televisão como Professores Moskito, Anna Paula, Marquinhos Penteado, Camila Camargo, Bruno Magnata, Fabiana Moura entre outros Grande ícones da Cultura. Dia 5 de Dezembro de 2015 foi Criado o 1º Congresso de Samba Rock do Estado de São Paulo por seu Idealizador Bruno Magnata, onde convidou os Mestres Guedes e Leonardo Cordeiro para Organização de Tal Marco para nossa Cultura. Em 2016, surge o projeto Samba Rock Mulheres liderado pela professora de dança Camila Camargo, esse projeto que visa Contribuir para a valorização e desenvolvimento da mulher no Samba-Rock, com a proposta de  resgatar, desenvolver e fortalecer o papel da mulher dentro do movimento como dança e cultura paulistana, visando também um novo horizonte a ser alcançado.
Em 2015, a expectativa gira em torno do tombamento do samba-rock como patrimônio cultural da cidade de São Paulo. Esse avanço, uma vez obtido, incluirá o samba-rock, representado pela Apeesp (Associação de Promotores de Eventos do Estado de São Paulo), nos candidatos a incentivos materiais da prefeitura, tanto na forma de verbas para realizar eventos, como através da cessão dos aparelhos da prefeitura para a realização dos mesmos. Em abril de 2016, uma lei promulgada pela Assembleia Legislativa de São Paulo, instituiu o dia 31 de agosto como o Dia do Samba-Rock, em homenagem ao dia de nascimento de Jackson do Pandeiro.
Em dezembro de 2019, Erasmo lançou o EP Quem Foi Que Disse Que Eu Não Faço Samba..., álbum dedicado a canções de samba, sambalanço e samba rock compostas ao longo de sua carreira.